# Stamnodes fervefactaria
Stamnodes fervefactaria là một loài bướm đêm trong họ Geometridae.